# Asztúria zászlaja

Asztúria zászlaja (spanyolul: Bandera de Asturias, asztúriai nyelven: Bandera d'Asturies), amit neveznek Asturiná-nak is, Asztúria hagyományos jelképe, mely a Győzelem Keresztjét viseli. A görög ábécé alfa és ómega betűi függenek róla, amelyek a kezdetet és a véget szimbolizálják. A kék Szűz Mária színe.